# 죽어도 한은 없다
"죽어도 한은 없다"는 1968년 공개된 대한민국의 영화이다.

## 배역
- 오영일
- 문희
- 안은숙
- 이낙훈
- 박암
- 김정옥